# He Is Your Brother
"He Is Your Brother" é uma canção gravada em 1972 pelo grupo pop sueco ABBA, na época conhecido como "Björn & Benny, Agnetha & Anni-Frid".
A música continuou com o tema lírico de "People Need Love", sobre a amizade com nossos companheiros. Ela foi emitida somente como um single na Escandinávia, e foi tirado do álbum de estréia Ring Ring, que foi lançado em 1973 na Escandinávia e alguns países europeus, com exceção do Reino Unido. O número de catálogo é: FAY 1054, a questão anterior sobre este rótulo sendo "People Need Love".

## Faixas
1. A. "He Is Your Brother" - 3:18
2. B. "Santa Rosa" - 3:01

## História
A canção foi escrita por Benny Andersson e Björn Ulvaeus, e foi produzida por Michael Tretow. Todos os membros quatro são vocais nesta gravação.
Foi uma das primeiras favoritas entre os membros do grupo, além de ser a única música do primeiro álbum que foi realizada durante uma turnê da Europa e na Austrália em 1977. Também foi interpretada por artistas (junto com o ABBA), durante o Music for UNICEF Concert em janeiro de 1979.

## Recepção
Devido ao seu lançamento limitado, e o fato de que o ABBA não tinham alcançado grandes seguidores fora de sua Suécia no momento, essa foi a única canção traçada nos países escandinavos. Não alcançou a parada de vendas da Suécia, mas foi um grande hit de rádio alcançando a primeira posição na parada de singles Tio i topp. O single também foi lançado na Nova Zelândia pelo Family Label. "He Is Your Brother" não foi lançada como single nos Estados Unidos..

## Na cultura popular
- O ABBA desempenhou a música ao vivo no filme ABBA: The Movie (1977).